# 1991 VY4
1991 VY4 är en asteroid i huvudbältet som upptäcktes den 5 november 1991 av den japanska astronomen Satoru Otomo i Kiyosato.
Asteroiden har en diameter på ungefär 8 kilometer och den tillhör asteroidgruppen Nysa.